# 松本良太
松本 良太（まつもと りょうた、1932年1月13日 - ）は、日本の経営者。ノーリツ社長を務めた。

## 経歴
兵庫県出身。1959年、富山大学経済学部を卒業し、1962年、能率風呂工業(現在のノーリツ)に入社。1969年2月に取締役に就任し、常務、専務を経て、1989年3月に副社長に就任し、1995年1月から1999年1月まで社長を務めた。